# Krasne
Krasne (în ucraineană Красне) este o așezare de tip urban din raionul Busk, regiunea Liov, Ucraina. În afara localității principale, nu cuprinde și alte sate.

## Demografie
Componența lingvistică a așezării de tip urban Krasne
     Ucraineană (98,8%)
     Alte limbi (1,07%)
Conform recensământului din 2001, majoritatea populației așezării de tip urban Krasne era vorbitoare de ucraineană (98,8%), existând în minoritate și vorbitori de alte limbi.